# Vladimir Venijaminovič Popov
Vladimir Venijaminovič Popov (rusky Владимир Вениаминович Попов; 20. září 1902, Sim – 3. listopadu 1960, Petrohrad) byl ruský entomolog, hymenopterolog, specialista na morfologii, systematiku, ekologii a vývoj hmyzu Kazachstánu a střední Asie.

## Život
V roce 1927 vystudoval Ústav aplikované zoologie a fytopatologie v Leningradu. Pak začal pracovat v Zoologickém ústavu Akademie věd SSSR, kde později dohlížel na laboratoř systematiky hmyzu. Studoval hlavně včely (jejich systematiku, faunistiku a ekologii), ale i některé další skupiny hmyzu a členovců, včetně fauny středního a jižního Uralu, střední Asie, Kazachstánu a Arménie. V roce 1953 byl zvolen korespondenčním členem Akademie věd SSSR. Na jeho počest bylo pojmenováno několik druhů hmyzu (například Biastes popovi).
Je pochován na Bogoslovském hřbitově.